# Сурабко Григорій Миколайович
Сурабко Григорій Миколайович (14 червня 1951, Чернігів — 25 липня 1998) — український парашутист, Заслужений майстер спорту СРСР із парашутного спорту, абсолютний чемпіон світу з класичного парашутизму (1976), абсолютний чемпіон СРСР 1977 року. Тренер національної збірної команди України та збірної команди Військово-повітряних Сил України (1986—1998).

## Біографія
Народився у Чернігові. Закінчив школу № 19.
У старших класах школи почав відвідувати Чернігівський авіаспортклуб ДОСААФ. До армії встиг зробити 200 стрибків із парашутом. В армії, за його проханням, його направили в повітряно-десантні війська. В армії він тренувався у відомих майстрів спорту: спочатку у Василя Оканіна, після у Бориса Прохорова. Повернувся додому майстром спорту СРСР.
У 1976 році в Римі на ХІІІ чемпіонаті світу з парашутного спорту став абсолютним чемпіоном світу. У 1977 році Григорій Миколайович став абсолютним чемпіоном СРСР.
З 1986 по 1998 рік працював тренером збірної України та збірної ВПС України із парашутного спорту. Виконав 8055 стрибків з парашутом. Нагороджений орденом Трудового Червоного Прапора.
Загинув під час польоту на літаку Як-18Т у 1998 році біля смт Коротич Харківської області.

## Фільмографія
Знімався у фільмі «Парашютисты» (1984). Фільм знімався над Прагою, Львовом та Черніговом.

## Вшанування

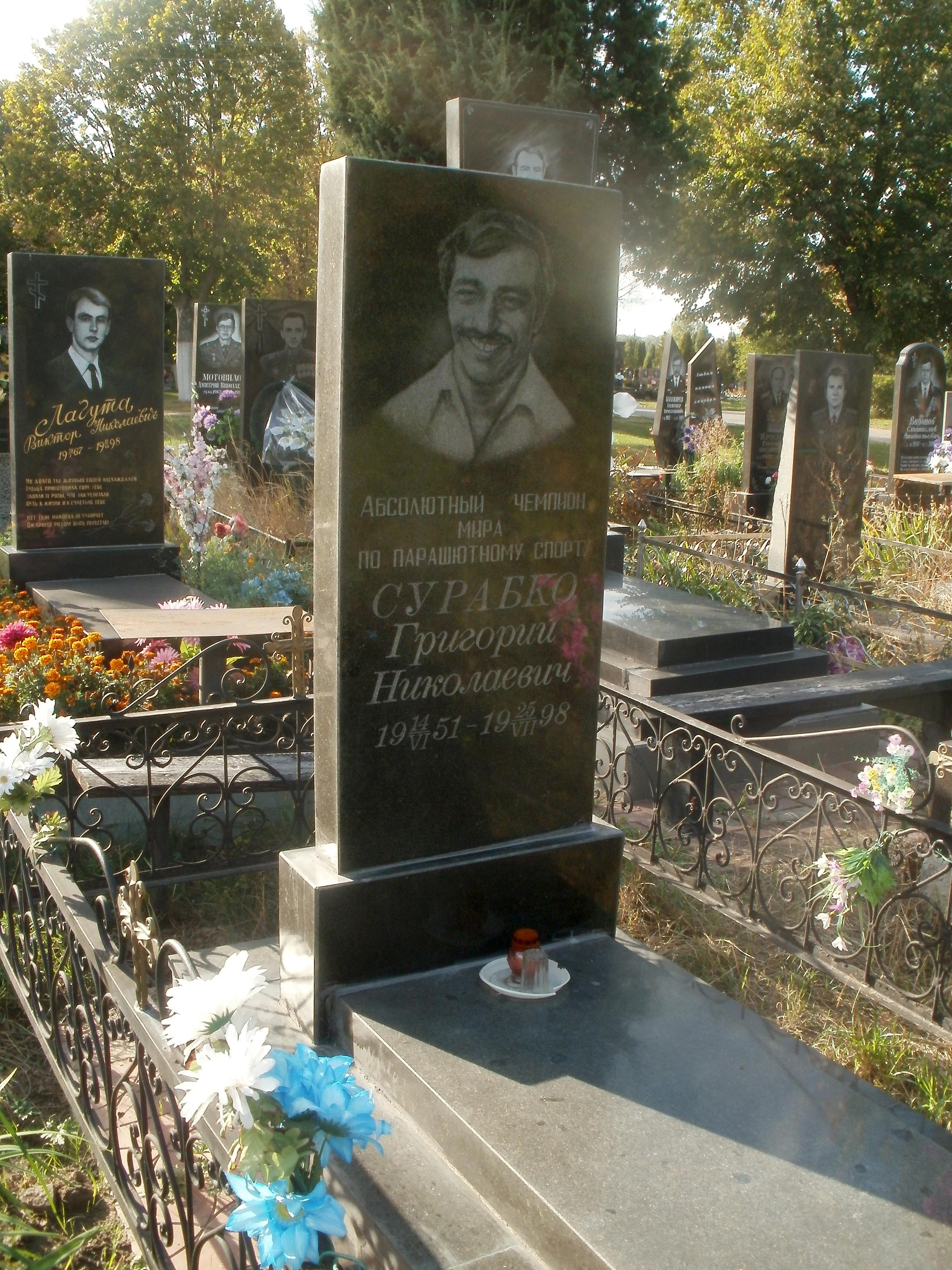
Могила абсолютного чемпіона світу з парашутного спорту Г. М. Сурабка на Яцево в Чернігові

У 2016 році вулицю Ванди Василевської у Чернігові перейменовано на вулицю Сурабка Григорія. В Україні проходить відкритий Кубок імені Григорія Сурабка з парашутного спорту.